# 宮腰洋逸
宮腰 洋逸（みやこし よういつ、1940年（昭和15年）2月9日 - 2003年（平成15年）6月5日）は、日本の政治家。秋田県能代市長。

## 来歴
1940年2月、秋田県山本郡能代港町に生まれる。1958年、慶應義塾大学経済学部卒。同年、伊藤忠商事に入る。のち、伊藤忠建材販売に転じる。その後、帰郷し、1976年、能代市教育委員、1983年、能代市議会議員となる。1987年、能代市長に初当選。自民党員だったが、造反して立候補したため、除名された。1991年と1995年、1999年と連続当選。2003年に市長を退任した。退任後間もない6月5日に死去した。